# 1998年の鉄道
1998年の鉄道（1998ねんのてつどう）とは、1998年（平成10年）に起こった鉄道関係の出来事をまとめたページである。
1997年の鉄道 - 1998年の鉄道 - 1999年の鉄道

## 出来事の一覧

### 1月
- 1月30日
  - 東日本旅客鉄道
    - （路線休止） 東海道本線（東海道貨物線） 浜松町駅 - 東京貨物ターミナル駅

### 2月
- 2月19日
  - 豊橋鉄道
    - （駅移設） 駅前停留場（東田本線。豊橋駅前ペデストリアンデッキ下に移設。）

### 3月
- 3月14日
  - 東日本旅客鉄道
    - （新駅開業） 東松戸駅（武蔵野線 新八柱駅 - 市川大野駅間）
    - （新駅開業） ひたち野うしく駅（常磐線 牛久駅 - 荒川沖駅間）
    - （新駅開業） 紫波中央駅（東北本線 日詰駅 - 古館駅間）

  - 西日本旅客鉄道
    - （電化） 播但線 姫路駅 - 寺前駅 (29.6km・直流1,500V)

  - 四国旅客鉄道
    - （新駅開業） オレンジタウン駅（高徳線 志度駅 - 造田駅間）
    - （高速化） 高徳線 高松駅 - 徳島駅 (74.8km)
- 3月16日
  - 東京急行電鉄
    - （ワンマン運転開始） 池上線 五反田駅 - 蒲田駅
- 3月26日
  - 西武鉄道
    - （複線化） 西武有楽町線 練馬駅 - 新桜台駅 (1.4km)
    - （高架化） 練馬駅（池袋線、豊島線、西武有楽町線）
- 3月30日
  - 東海旅客鉄道
    - （電化） 東海道本線（稲沢線） 名古屋駅 - 稲沢駅 (直流1500V)
    - （電化） 東海道本線（西名古屋港線） 名古屋駅 - 名古屋貨物ターミナル駅 (3.9km・直流1500V)

### 4月
- 4月1日
  - 日本貨物鉄道
    - （路線廃止） 鹿児島本線（博多臨港線） 福岡貨物ターミナル駅 - 博多港駅
    - （駅廃止） 博多港駅（鹿児島本線(博多臨港線)）

  - 北九州高速鉄道
    - （延伸開業） 小倉線 小倉駅(新) - 平和通駅 (0.4km)
    - （新駅開業） 小倉駅(新)（小倉線）
    - （駅名改称） 平和通駅←小倉駅(旧)

  - 弘南鉄道
    - （路線廃止） 黒石線 川部駅 - 黒石駅 (6.2km)
    - （駅廃止） 川部駅、前田屋敷駅（黒石線）

  - 京浜急行電鉄
    - （駅名改称） YRP野比駅←野比駅（久里浜線）

  - 近江鉄道
    - （駅名改称） 太郎坊宮前駅←太郎坊駅（八日市線）
- 4月11日
  - 北海道旅客鉄道
    - （駅名改称） 知床斜里駅←斜里駅（釧網本線）

### 5月
- 5月2日
  - 大邱広域市地下鉄公社
    - （延伸開業） 大邱地下鉄1号線 中央路駅 - 安心駅
    - （新駅開業） 大邱駅、七星市場駅、新川駅、東大邱駅、クンゴゲ駅、峨洋橋駅、東村駅、解顔駅、芳村駅、龍渓駅、栗下駅、新基駅、半夜月駅、角山駅、安心駅（大邱地下鉄1号線）
- 5月7日
  - 長崎電気軌道
    - （新駅開業） 千歳町停留場（本線 昭和町通停留場 - 若葉町停留場間）

### 6月
- 6月13日
  - 近畿日本鉄道
    - （ワンマン運転開始） 鈴鹿線 伊勢若松駅 - 平田町駅 (8.2km)

### 7月
- 7月1日
  - （会社名変更） 京王電鉄←京王帝都電鉄

### 8月
- 8月22日
  - 小田急電鉄
    - （駅名改称） 六会日大前駅←六会駅（江ノ島線）
- 8月28日
  - スカイレールサービス
    - （新線開業） 広島短距離交通瀬野線 みどり口駅 - みどり中央駅 (1.3km)
    - （新駅開業） みどり口駅、みどり中街駅、みどり中央駅（広島短距離交通瀬野線）

### 9月
- 9月1日
  - 広島電鉄
    - （新駅開業） JA広島病院前駅（宮島線 宮内駅 - 地御前駅間）
- 9月28日
  - 東海旅客鉄道
    - （信号場新設） 伏屋信号場（関西本線 八田駅 - 春田信号場間）

### 10月
- 10月1日
  - 千葉急行電鉄
    - （路線譲渡） 千葉急行線 千葉中央駅 - ちはら台駅
    - （駅譲渡） 千葉中央駅、千葉寺駅、大森台駅、学園前駅、おゆみ野駅、ちはら台駅（千葉急行線）

  - 京成電鉄
    - （路線譲受） 千原線 千葉中央駅 - ちはら台駅 (10.9km)
    - （駅譲受） 千葉寺駅、大森台駅、学園前駅、おゆみ野駅、ちはら台駅（千原線）

  - 大阪高速鉄道
    - （新線開業） 国際文化公園都市モノレール線（彩都線） 万博記念公園駅 - 阪大病院前駅 (2.6km)
    - （新駅開業） 公園東口駅、阪大病院前駅（国際文化公園都市モノレール線（彩都線））
- 10月22日
  - （組織解散） 日本国有鉄道清算事業団
- 10月30日
  - 東海旅客鉄道
    - （新駅開業） 東静岡駅（東海道本線 草薙駅 - 静岡駅間）

### 11月
- 11月18日
  - 京浜急行電鉄
    - （延伸開業） 空港線 天空橋駅 - 羽田空港駅 (3.2km)
    - （新駅開業） 羽田空港駅（空港線）
    - （駅名改称） 天空橋駅←羽田駅

  - 東京モノレール
    - （駅名改称） 天空橋駅←羽田駅（東京モノレール羽田線）
- 11月20日
  - 西武鉄道
    - （ワンマン運転開始） 多摩湖線 国分寺駅 - 萩山駅 (4.6km)
- 11月27日
  - 多摩都市モノレール
    - （新線開業） 多摩都市モノレール線 上北台駅 - 立川北駅 (5.4km)
    - （新駅開業） 上北台駅、桜街道駅、玉川上水駅、砂川七番駅、泉体育館駅、立飛駅、高松駅、立川北駅（多摩都市モノレール線）

### 12月
- 12月8日
  - 茨城交通
    - （一般旅客営業開始） 日工前駅（湊線）
- 12月24日
  - 台北大衆捷運公司
    - （新線開業） 中和線 古亭駅 - 南勢角駅 (5.4km)
    - （新線開業） 新店線 中正紀念堂駅 - 古亭駅
    - （延伸開業） 淡水線 台北駅 - 中正紀念堂駅
    - （新駅開業） 古亭駅、頂渓駅、永安市場駅、景安駅、南勢角駅（中和線）
    - （新駅開業） 台大医院駅、中正紀念堂駅（淡水線）

## 主なダイヤ改正

### 2月
- 2月15日
  - 阪急電鉄・阪神電気鉄道・山陽電気鉄道 - ダイヤ改正。
    - 阪神梅田駅 - 山陽姫路駅間に直通特急運転開始。
    - 山陽電鉄車両の阪急神戸本線六甲駅、阪急電鉄神戸本線車両の山陽電鉄須磨浦公園駅までの乗り入れを中止。山陽電鉄車両は阪急三宮駅、阪急車両は神戸高速鉄道東西線新開地駅までの運転に短縮。

### 3月
- 3月14日
  - 東日本旅客鉄道 - ダイヤ改正。
  - 西日本旅客鉄道 - ダイヤ改正。
  - 四国旅客鉄道 - ダイヤ改正。
    - 特急「剣山」の一部を牟岐線海部駅・阿佐海岸鉄道阿佐東線甲浦駅まで延長。
- 3月26日
  - 西武鉄道 - ダイヤ改正。
    - （相互直通運転開始） 営団地下鉄有楽町線・池袋線 新木場駅 - 小竹向原駅 - 練馬駅 -飯能駅
    - 池袋線の平日朝ラッシュ時に新種別区間準急を新設。通勤快速の停車駅に東久留米駅を追加。
    - 新宿線の平日日中に快速急行「川越号」運転開始。

  - 東武鉄道 - ダイヤ改正。
    - 東上線朝霞台駅に急行が停車。特急を志木駅通過に変更。

### 4月
- 4月6日
  - 名古屋鉄道

### 7月
- 7月6日 - ダイヤ改正。
  - 富士急行
    - 特急「ふじやま」運行開始。
- 7月10日
  - 東日本旅客鉄道・東海旅客鉄道・西日本旅客鉄道・四国旅客鉄道
    - 寝台特急「サンライズ瀬戸」「サンライズ出雲」運転開始。「瀬戸」廃止。「出雲」を出雲市駅 - 浜田駅間短縮。

### 8月
- 8月22日
  - 東日本旅客鉄道
    - 夜行急行「八甲田」廃止。
    - 「MOTOトレイン」廃止。

### 10月
- 10月3日
  - 西日本旅客鉄道 - ダイヤ改正。

### 11月
- 11月18日
  - 京浜急行電鉄・東京都交通局 - ダイヤ改正。
    - 空港線・本線・浅草線でエアポート快速特急・エアポート特急運転開始。

  - 京浜急行電鉄 - ダイヤ改正。
    - 京急蒲田駅が終日快速特急停車駅に。

  - 京成電鉄 - ダイヤ改正。
    - 通勤特急を特急に統合し廃止。

### 12月
- 12月8日
  - 東日本旅客鉄道 - ダイヤ改正。
    - 特急「フレッシュひたち」運転開始。「ひたち」「さわやかひたち」「ホームタウンひたち」廃止。
    - 特急「成田エクスプレス」の新宿駅・池袋駅発着列車の一部の運転区間を大宮駅まで延長。
    - 外房線鎌取駅が終日快速停車駅に。

## 災害・不通・事故・事件など

### 3月
- 3月11日
  - 帝都高速度交通営団
    - （事故） 千代田線代々木上原駅付近で作業員が回送列車に撥ねられ死亡する事故発生。

### 8月
- 8月27日
  - 東日本旅客鉄道
    - （災害・不通） 東北本線 黒田原駅 - 豊原駅（豪雨による路盤流失のため）

### 9月
- 9月24日
  - 四国旅客鉄道
    - （災害・不通） 土讃線 繁藤駅 - 高知駅（台風7号による水害のため）
- 9月25日
  - 東日本旅客鉄道
    - （運転再開） 東北本線 黒田原駅 - 豊原駅（8月27日の豪雨のため不通だった）

### 10月
- 10月18日
  - 大井川鐵道
    - （災害・不通） 井川線 接岨峡温泉駅 - 井川駅

### 12月
- 12月25日
  - 四国旅客鉄道
    - （運転再開） 土讃線 繁藤駅 - 高知駅（台風7号の水害のため9月24日から不通だった）

## 鉄道車両

### 運転開始・運転終了・さよなら運転

#### 3月
- 3月14日
  - 東日本旅客鉄道
    - （運転終了） 103系（京浜東北線・根岸線 大宮駅 - 横浜駅 - 大船駅）

#### 7月
- 7月10日
  - 東海旅客鉄道
    - （運転開始） 285系3000番台（「サンライズ出雲」「サンライズ瀬戸」）

  - 西日本旅客鉄道
    - （運転開始） 285系0番台（「サンライズ出雲」「サンライズ瀬戸」）

#### 9月
- 9月30日
  - 一畑電気鉄道
    - （運転終了） デハ1形（大社線 川跡駅 - 出雲大社前駅）

#### 10月
- 10月10日
  - 一畑電気鉄道
    - （さよなら運転） デハ1形

  - わたらせ渓谷鐵道
    - （運転開始）わたらせ渓谷鐵道わ99形客車（わたらせ渓谷線 大間々駅 - 足尾駅）

#### 12月
- 12月8日
  - 東日本旅客鉄道
    - （運転開始） E127系100番台（大糸線 松本駅 - 南小谷駅・篠ノ井線 塩尻駅 - 明科駅・中央本線 辰野駅 - 塩尻駅）
    - （運転開始） 209系500番台（中央・総武緩行線 立川駅 - 三鷹駅 - 千葉駅）
    - （運転終了） 485系（ひたち）

### 新系列・新形式
- 北海道旅客鉄道
  - キハ261系気動車
- 西日本旅客鉄道・東海旅客鉄道
  - 285系電車
- 京浜急行電鉄
  - 2100形電車
- 三木鉄道
  - ミキ300形気動車
- 札幌市交通局
  - 8000形電車
- 札幌市交通局
  - 3300形電車
- 鹿児島市交通局
  - 9700形電車
- 多摩都市モノレール
  - 1000系電車
- スカイレールサービス
  - 200形
- ソウル特別市地下鉄公社
  - 1000系電車 (2代)

### 譲渡形式
- 京成電鉄←千葉急行電鉄
  - 3100形電車（路線の譲渡に伴う返却。京成では一度形式消滅したため）
- 高松琴平電気鉄道←名古屋市交通局（名古屋市営地下鉄）
  - 600・700形電車
- 熊本電気鉄道←南海電気鉄道
  - 200系電車 (3代目)
- 一畑電気鉄道←京王帝都電鉄
  - 5000系電車
- 近江鉄道←西武鉄道
  - 700系電車
- わたらせ渓谷鐵道←京王帝都電鉄・東日本旅客鉄道
  - わたらせ渓谷鐵道わ99形客車

### 消滅形式
- 東日本旅客鉄道
  - 952・953形電車「STAR21」（高速試験車両、試験終了にともなう消滅）
  - EF62形電気機関車
- 日本貨物鉄道
  - タキ26200形貨車
  - タキ42350形貨車
  - ホキ9800形貨車
- 京成電鉄
  - 3100形電車
- 北総開発鉄道
  - 7150形電車
- 東京モノレール
  - 700・800形電車
- 山陽電気鉄道
  - 2300系電車
- 北陸鉄道
  - モハ3300形電車
  - モハ3560形電車
- 長野電鉄
  - モハ1500形電車
  - 2500系電車
- 高松琴平電気鉄道
  - 80形電車（2代）
  - 850形電車
  - 860・890形電車
- 一畑電気鉄道
  - デハ1形電車

### 受賞
- ブルーリボン賞：西日本旅客鉄道500系新幹線電車
- ローレル賞：熊本市交通局9700形電車、叡山電鉄900系電車　「きらら」、近畿日本鉄道5800系電車
- グローリア賞：埼玉県北部観光振興財団、秩父鉄道
- グッドデザイン賞：東日本旅客鉄道E653系電車、西日本旅客鉄道・東海旅客鉄道285系電車（金賞）
- ブルネル賞：西日本旅客鉄道500系新幹線電車